# Felipe Borges
Pour les articles homonymes, voir Borges.
Felipe Borges Dutra Ribeiro, né le 4 mai 1985 à São Bernardo do Campo (São Paulo), est un handballeur brésilien, jouant au poste d'ailier gauche.

## Biographie
Après avoir notamment évolué au Montpellier Handball entre mars 2013 et 2016, il signe pour la saison suivante au Sporting CP. Mais, lors du Championnat panaméricain où il remporte son troisième titre et est élu meilleur ailier gauche, il se blesse gravement à l'épaule et les dirigeants portugais décident alors de rompre son contrat qui avait été signé avant sa blessure. Il rejoint finalement le club portugais à l'été 2017 après une saison blanche
En 2018, il joint un autre club français, le Tremblay-en-France Handball e. Il quitte le club de Tremblay fin avril 2020.
Il a été sélectionné plus de 150 fois dans l'Équipe du Brésil et plus de 600 buts. Il a notamment participé à trois championnats du monde (2007, 2009, 2011) et aux Jeux olympiques de Pékin.

## Palmarès

### En club
Compétitions internationales
- Finaliste de la Coupe de l'EHF en 2014

Compétitions nationales
- Vainqueur du Champion de l'État de São Paulo (?) : 1997, 1998, 1999, 2000, 2001, 2002, 2003[réf. nécessaire], 2004, 2005, 2006.
- Vainqueur du championnat du Brésil (2) : 2001, 2002[réf. nécessaire], 2004, 2005.
- Vainqueur de la Coupe de France (2) : 2013 , 2016
- Vainqueur de la Coupe de la Ligue (2) : 2014, 2016
- Vainqueur du championnat du Portugal (1) : 2018

### En équipe nationale
- Jeux panaméricains (2) :
  -  Médaille d'or aux Jeux panaméricains de 2007 à Rio de Janeiro
  -  Médaille d'or aux Jeux panaméricains de 2015 à Toronto
  -  Médaille d'argent aux Jeux panaméricains de 2011 à Guadalajara
- Championnat panaméricain (3) :
  -  Médaille d'or au Championnat panaméricain 2006
  -  Médaille d'or au Championnat panaméricain 2008
  -  Médaille d'or au Championnat panaméricain 2016
  -  Médaille d'argent au Championnat panaméricain 2010
  -  Médaille d'argent au Championnat panaméricain 2012
- Jeux sud-américains (1) :
  -  Médaille d'or aux Jeux sud-américains de 2010.

### Distinctions individuelles
- Élu meilleur ailier gauche du Championnat panaméricain (2) : 2012, 2016.